# Liste der Biografien/Pem
Liste der Biografien |
Portal Biografien |
Personensuche
# |
A |
B |
C |
D |
E |
F |
G |
H |
I |
J |
K |
L |
M |
N |
O |
P |
Q |
R |
S |
T |
U |
V |
W |
X |
Y |
Z |
?
 
Pa |
Pc |
Pe |
Pf |
Ph |
Pi |
Pj |
Pk |
Pl |
Pm |
Pn |
Po |
Pr |
Ps |
Pt |
Pu |
Pv |
Pw |
Py
 
Pea |
Peb |
Pec |
Ped |
Pee |
Pef |
Peg |
Peh |
Pei |
Pej |
Pek |
Pel |
Pem |
Pen |
Peo |
Pep |
Peq |
Per |
Pes |
Pet |
Peu |
Pev |
Pew |
Pex |
Pey |
Pez
Die Liste der Biografien führt alle Personen auf, die in der deutschsprachigen Wikipedia einen Artikel haben. Dieses ist eine Teilliste mit 52 Einträgen von Personen, deren Namen mit den Buchstaben „Pem“ beginnt.

## Pem
- Pem (1901–1972), deutsch-britischer Journalist und Schriftsteller
- Pem, Tshering (* 1957), Königin in Bhutan

### Pema
- Pema Chödrön (* 1936), buddhistische Nonne in der tibetischen Vajrayanatradition
- Pema Dönyö Nyinche (* 1954), 12. Tai Situpa der Karma-Kagyü-Schule des tibetischen Buddhismus
- Pema Gyamtsho (* 1961), bhutanischer Politiker
- Pema Karpo (1527–1592), tibetischer Buddhist der Drugpa-Kagyü-Schule
- Pema Lingpa (1450–1521), Meister und Tertön der Nyingma-Schule des tibetischen Buddhismus
- Pema Rigdzin (1625–1697), tibetischer Geistlicher der Nyingma-Schule, Gründer des Dzogchen-Klosters, 1. Dzogchen Rinpoche
- Pema, Jetsun (* 1990), bhutanische KöniginJetsun Pema (* 1990)

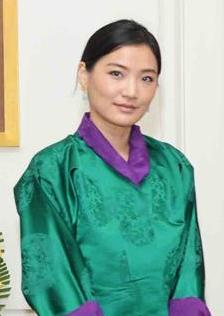
Jetsun Pema (* 1990)

- Pemán, José María (1898–1981), spanischer Schriftsteller

### Pemb
- Pemba, George (1912–2001), südafrikanischer Maler
- Pembaur, Josef (1875–1950), österreichischer Pianist und Komponist
- Pembaur, Josef der Ältere (1848–1923), österreichischer Musiker
- Pembaur, Karl (1876–1939), Komponist und Kirchenmusiker
- Pembaur, Maria Elisabeth (1870–1937), deutsche Pianistin
- Pembaur, Walter (1886–1948), österreichischer Publizist und Politiker
- Pembélé, Timothée (* 2002), französisch-kongolesischer Fußballspieler
- Pembellot, Agathe (1942–2016), erste Richterin in der Republik Kongo
- Pember, Ron (1934–2022), britischer Schauspieler und Musicalautor
- Pemberton, Antonia (* 1927), englische Schauspielerin
- Pemberton, Bill (1918–1984), US-amerikanischer Jazzmusiker
- Pemberton, Daniel (* 1977), britischer Filmkomponist und Musiker
- Pemberton, Georgia (* 2003), britische Theater- und Filmschauspielerin sowie Musicaldarstellerin
- Pemberton, Henry (1694–1771), englischer Mediziner, Mathematiker und Naturwissenschaftler
- Pemberton, John (1831–1888), US-amerikanischer Drogist und der Erfinder von Coca-ColaJohn Pemberton (1831–1888)

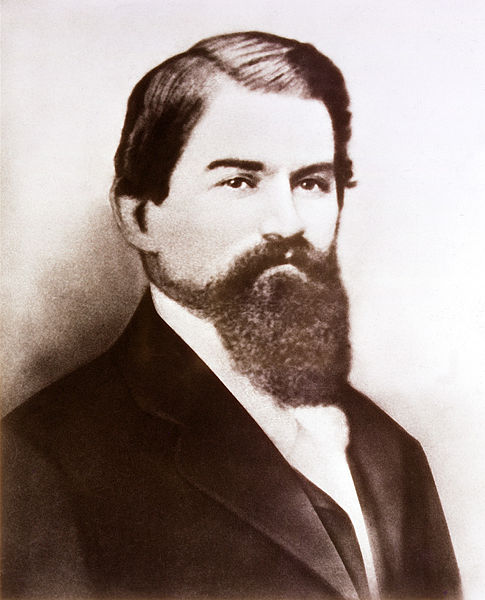
John Pemberton (1831–1888)

- Pemberton, John C. (1814–1881), General der Konföderierten
- Pemberton, Johnny (* 1981), US-amerikanischer Schauspieler
- Pemberton, Joseph Hardwick (1852–1926), englischer Rosenzüchter
- Pemberton, Josephine, britische Evolutionsbiologin
- Pemberton, Patrick (* 1982), costa-ricanischer Fußballtorhüter
- Pemberton, Roger (1930–2021), US-amerikanischer Jazzmusiker (Baritonsaxophon)
- Pemberton, Selwyn (1928–2005), walisischer Fußballspieler
- Pemberton, Sophie (1869–1959), kanadische Malerin
- Pemberton, Steve (* 1967), britischer Schauspieler, Komiker und Autor
- Pembridge, Mark (* 1970), walisischer Fußballspieler

### Pemc
- Pemchekov Warwick, Neville G. (1932–1993), moderner Interpret des Buddhismus

### Peme
- Pemelton, Billy (* 1941), US-amerikanischer Stabhochspringer

### Pemm
- Pemmann, Arnold (* 1942), deutscher Maler
- Pemmann, Friedrich Konrad (1939–2005), deutscher Theaterregisseur
- Pemmer, Hans (1886–1972), österreichischer Heimatforscher und Lehrer in Wien
- Pemmer, Hans Wolfgang (1950–2017), österreichischer Schauspieler
- Pemmer, Marcel (* 2003), österreichischer Fußballspieler
- Pemmo, Herzog der Langobarden

### Pemp
- Pempelfort, Gerd (1928–1986), deutscher Architekt
- Pempelfort, Karl (1901–1975), deutscher Dramaturg
- Pemper, Mieczysław (1920–2011), deutsch-polnischer KZ-Häftling im KZ PlaszowMieczysław Pemper (1920–2011)

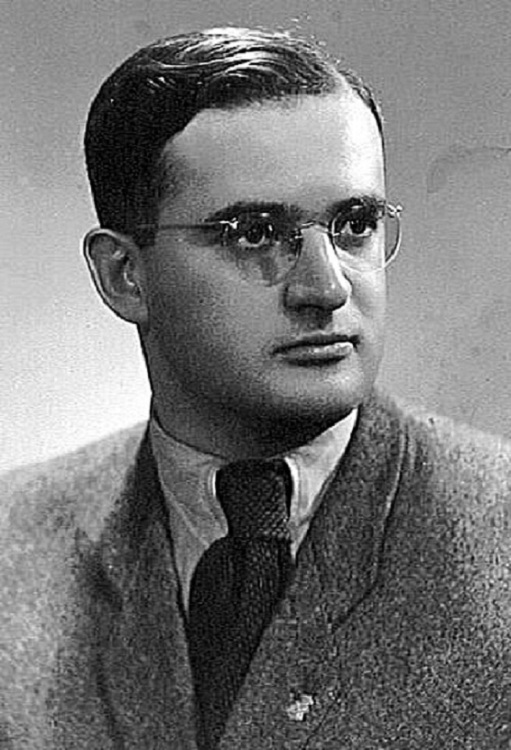
Mieczysław Pemper (1920–2011)

- Pemper, Monika (* 1986), kroatische Fußballspielerin

### Pems
- Pemsel, Helmut (* 1928), österreichischer Buchautor und ehemaliger Unternehmer
- Pemsel, Hermann (1841–1916), deutscher Jurist und Unternehmer
- Pemsel, Max-Josef (1897–1985), deutscher Generalleutnant der Bundeswehr
- Pemsel-Maier, Sabine (* 1962), deutsche römisch-katholische Theologin

### Pemu
- Pemulwuy (1750–1802), Elder und Krieger der Aborigines